# Список умерших в 1783 году
В этой статье представлен список известных людей, умерших в 1783 году.
См. также: Категория:Умершие в 1783 году

## Январь
- 2 января — Бодмер, Иоганн Якоб — швейцарский писатель, филолог, литературный критик.

## Февраль
- 6 февраля — Браун, Ланселот — английский ландшафтный архитектор.
- 9 февраля — Ауэршперг, Генрих Йозеф Йоханн фон (85) — австрийский государственный деятель.

## Ноябрь
- 20 ноября — Порпорино — певец-кастрат.

## Декабрь
- 16 декабря — Хассе, Иоганн Адольф — немецкий композитор, певец и педагог эпохи барокко и классицизма.